# 소이치의 즐거운 일기
소이치의 즐거운 일기( Souichi's Diary of Delights, 双一の楽しい日記) 은 일본의 공포 만화가 이토 준지의 만화다.

## 수록 이야기
1. 즐거운 여름방학
2. 즐거운 겨울방학
3. 소이치의 즐거운 일기
4. 소이치의 가정 방문
5. 봉제교사
6. 소이치의 생일

## 출판 정보
- 한국
  - 《소이치의 즐거운 일기》 (시공사, 1999년 9월 1일 출간) ISBN 9788952702647(8952702646)

## 같이 보기
- 이토 준지